# ホーウス・グレイシー
ホーウス・グレイシー（Rolls Gracie、1951年 - 1982年）は、ブラジルの男性柔術家。ブラジリアン柔術創始者カーロス・グレイシーの四男。
ブラジリアン柔術を作り上げたグレイシー一族の中でも傑出した存在で、一族最高のファイターとの呼び声も高い。ヒクソン・グレイシー、カーロス・グレイシーJr、ホイラー・グレイシー、ホメロ・ジャカレ・カバウカンチの柔術の師としても知られる。
1982年にハンググライダーの事故により31歳で死去。